# Resolució 2119 del Consell de Seguretat de les Nacions Unides
La Resolució 2119 del Consell de Seguretat de les Nacions Unides fou adoptada per unanimitat el 10 d'octubre de 2013. El Consell va ampliar el mandat de la Missió d'Estabilització de les Nacions Unides a Haití durant un any més fins al 15 d'octubre de 2014.
També hi va haver crítiques a aquesta força de pau. Per exemple, el Regne Unit va considerar que era inútil que hi haguessin cinc mil cascos blaus en un país on no hi havia conflicte i creia que les seves tasques podien ser millor assumides per altres organitzacions de l'ONU. El país, per tant, va recolzar una retirada encara més ràpida del que es preveia.
El Consell de Seguretat també va fer seva la recomanació del Secretari General de les Nacions Unides de retallar el component militar un 20 %, fins a 5.021 efectius. El component de la policia es va mantenir fort amb 2.601 efectius.
El Consell va assenyalar que el desenvolupament del sistema judicial i del sistema penitenciari d'Haití, i el paper de la policia nacional en aquest continuava sent una prioritat. El país també havia d'afrontar un gran desafiament humanitari. El govern també es s'esforçava per controlar l'epidèmia de còlera. I que els principals problemes del país era la violència sexual contra dones i nens, el narcotràfic, el tràfic d'armes i éssers humans i la delinqüència organitzada en general.